# Plastron (médecine)
Pour les articles homonymes, voir Plastron.
Le plastron est un signe clinique en médecine retrouvé à la palpation abdominale, désignant une masse résistante, douloureuse et mal délimitée, donnant la sensation d'un « blindage » de la paroi.

## Causes
On le découvre dans certaines pathologies infectieuses ou inflammatoires aiguës (appendicite, péritonite, angiocholite, sigmoïdite) et correspondant à l'inflammation de la graisse épiploïque.

## Traitement
Il nécessite un traitement antibiotique par voie générale précédant le traitement chirurgical de l'affection causale.